# Lophospermum erubescens
Lophospermum erubescens är en grobladsväxtart som beskrevs av David Don och Robert Sweet. Lophospermum erubescens ingår i släktet Lophospermum och familjen grobladsväxter. Inga underarter finns listade i Catalogue of Life.

## Bildgalleri

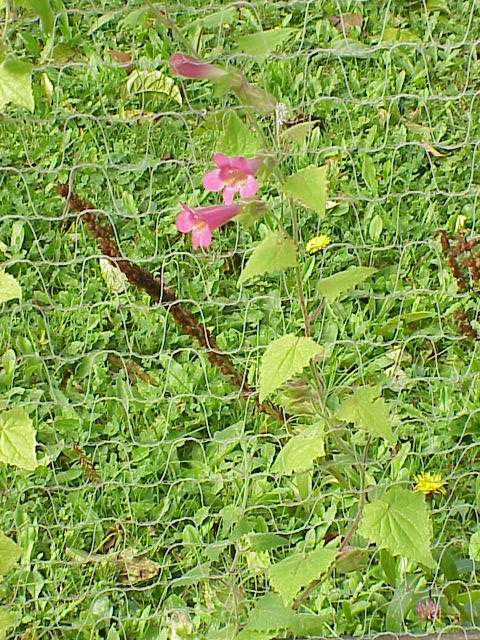
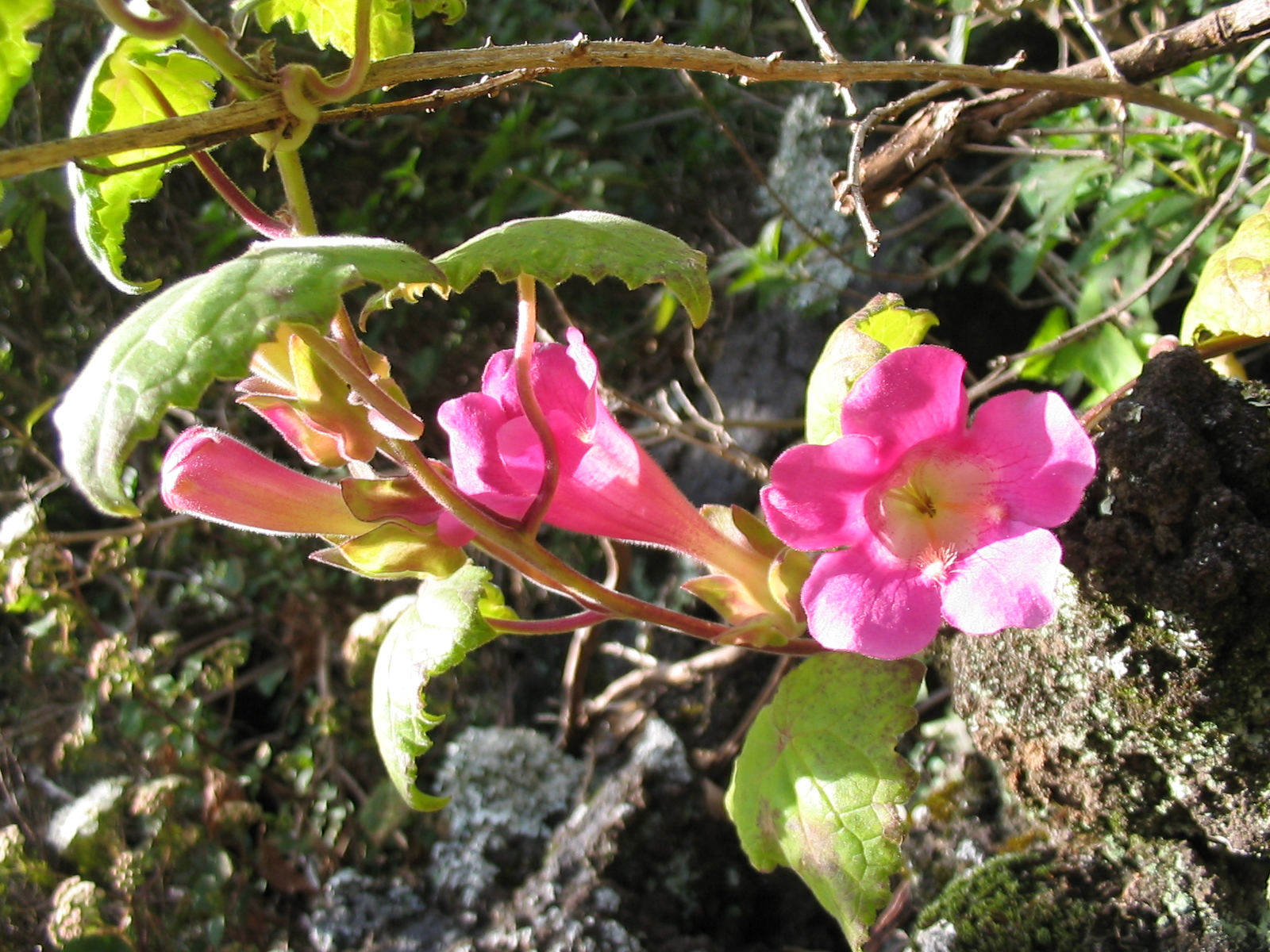
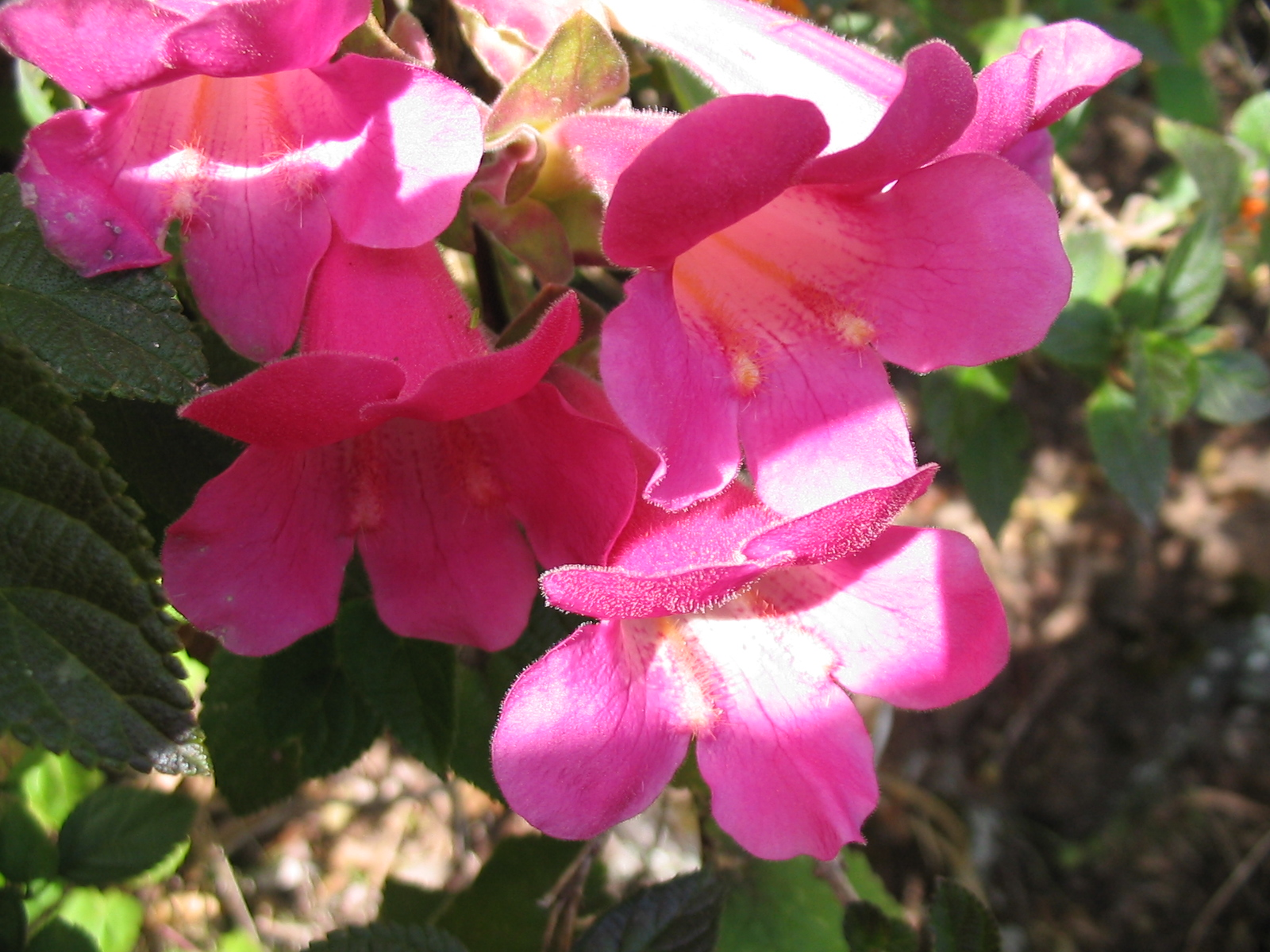
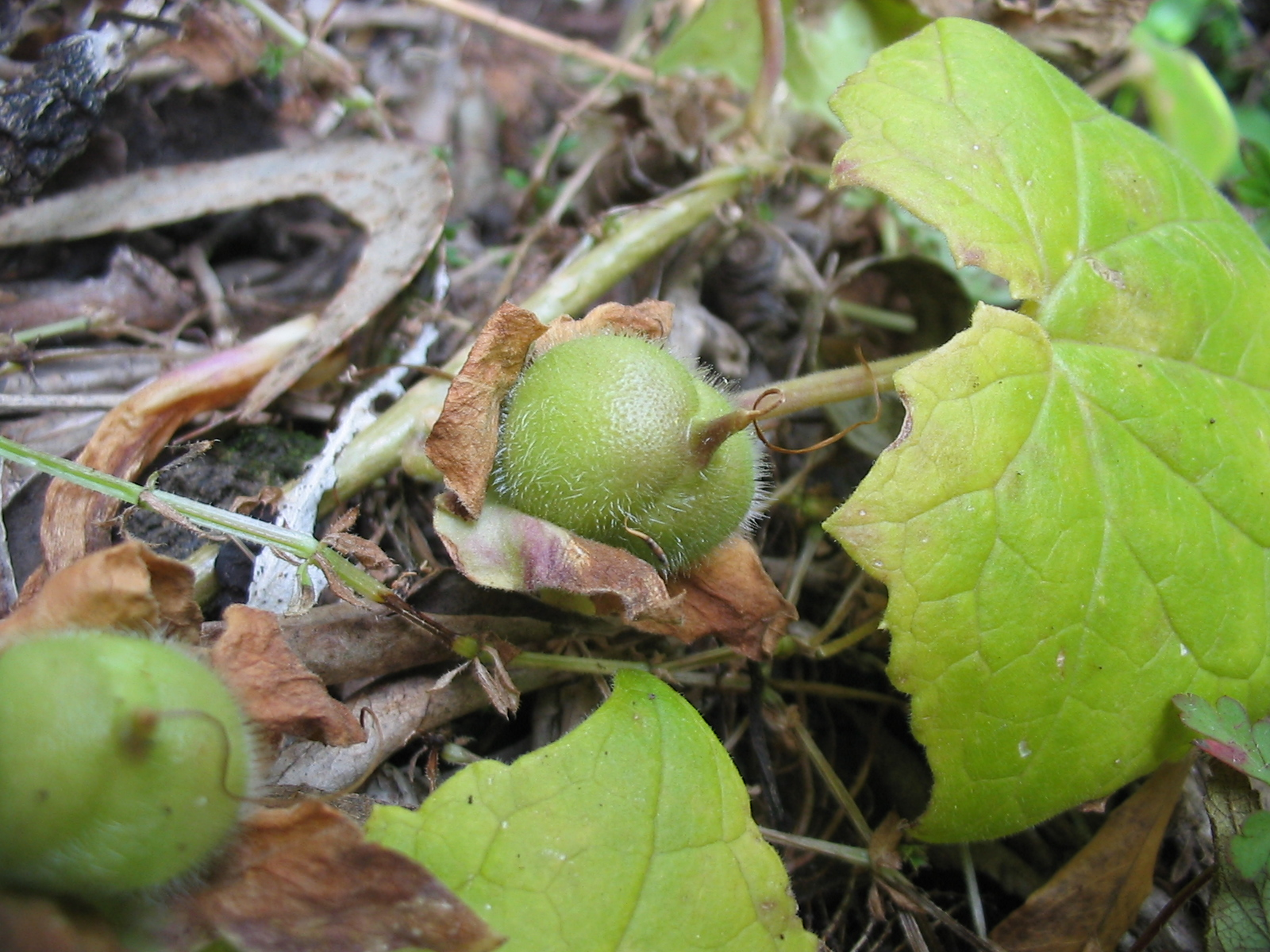